# Renault Novaquatre

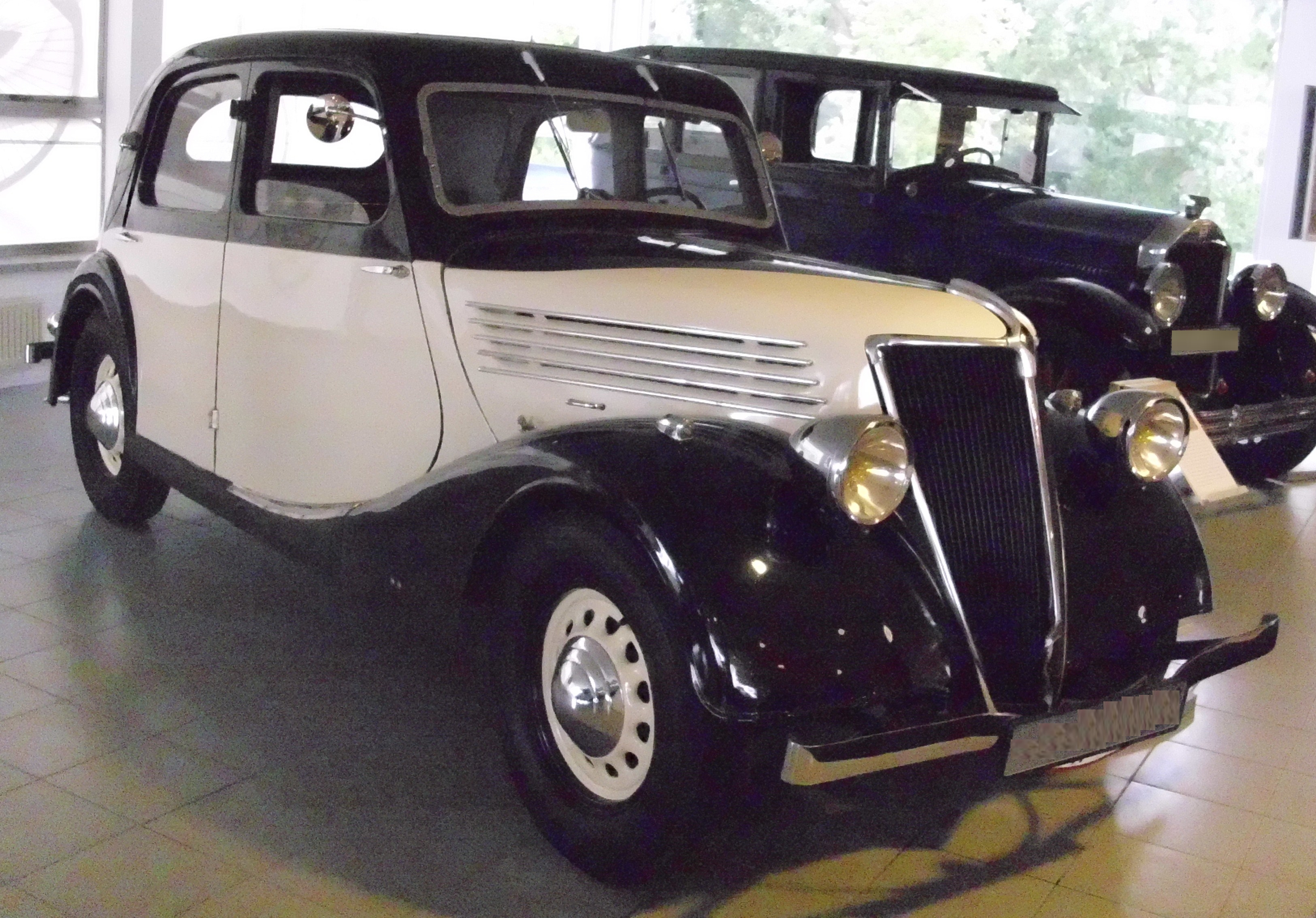
Kühlergrill vertikal unterteilt:
Type BDJ 1 als Limousine (1938)

Der Renault Novaquatre war ein Personenkraftwagenmodell der Zwischenkriegszeit von Renault. Die Typencodes lauteten Type BDJ, Type BDR und Type BFH.

## Beschreibung
Die nationale Zulassungsbehörde erteilte der ersten Ausführung am 21. Oktober 1937 die Zulassung. Das Modell war eine etwas billigere Variante des Renault Primaquatre. 1940 endete die Serienproduktion kriegsbedingt. Prototypen entstanden noch bis 1944.

### Type BDJ 1
Der wassergekühlte Vierzylindermotor mit 85 mm Bohrung und 105 mm Hub leistete aus 2383 cm³ Hubraum 48 PS. Über eine Kardanwelle wurden die Hinterräder angetrieben. 
Der Kühlergrill war an den Seiten abgerundet und vertikal unterteilt. An den Seiten der Motorhaube befanden sich fünf waagerechte Lüftungsschlitze. Die einteilige vordere Stoßstange war zunächst in der Mitte nach unten gebogen. Im März 1938 wurde sie durch eine gerade Stoßstange ersetzt.
Das Fahrgestell hatte einen Radstand von 271 cm, eine Spurweite von 130 cm und wog 700 kg. Die Fahrzeuge waren 420 cm lang, 160 cm breit, wogen 1140 kg und hatten einen Wendekreis von 10,5 Metern. Zunächst gab es ausschließlich fünfsitzige Limousinen mit vier Türen. Im April 1938 ergänzte eine Geschäftslimousine das Angebot. 

### Type BDR 1 und Type BDR 2
Diesen beiden Ausführungen BDR 1 und BDR 2 erhielten am 15. September 1938 ihre Zulassung und wurden im Oktober 1938 auf dem Pariser Automobilsalon präsentiert. Sie unterschieden sich nur in Bezug auf den Vergaser und die Bremsen. Bei gleicher Spurweite war der Radstand auf 283 cm erhöht worden. Im gleichen Maß stieg die Fahrzeuglänge auf 432 cm. Im Gegensatz zur vorherigen Ausführung war der Kühlergrill nun waagerecht unterteilt. Im Angebot standen weiterhin viertürige Limousine und Geschäftslimousine.

### Type BFH 1
Die Ausführung BFH 1 erhielt am 11. April 1940 die Zulassung. Ein verringerter Kolbenhub von 80 mm ergab einen Hubraum von 1813 cm³ und 38 PS Leistung. Radstand und Spurweite blieben unverändert. Auffallend war die Lenkradschaltung.

### Prototype 107 E
Der Vierzylindermotor hatte etwa 2000 cm³ Hubraum. An der Fahrzeugfront waren die Scheinwerfer außen in die Kotflügel eingelassen. Anstelle eines Kühlergrills waren sechs breite Chromleisten angebracht. Damit ähnelte das Fahrzeug dem Peugeot 203. Allerdings reichten die vorderen Kotflügel nicht bis in die Vordertüren. Bekannt sind viertürige Limousine und Cabriolimousine.

## Einstufung im französischen Steuer- und Versicherungssystem
Der Wagen hatte anfangs mit seinen 2400 cm³ eine Einstufung als 14 CV. Mit der Besetzung Frankreichs durch die Deutschen, wurde der Hubraum aber auf 1813 cm³ gesenkt, womit die Bewertung dann nur noch auf 10 CV hinauslief.